# Elizabeth Bishop
Elizabeth Bishop (Worcester, 1911. február 8. – Boston, 1979. október 6.) amerikai költő és novellaíró. 1949-től 1950-ig a Kongresszusi Könyvtár költészeti tanácsadója volt, 1956-ban Pulitzer-díjas költészeti, 1970-ben a Nemzeti Könyvdíjas, 1976-ban pedig a Neustadt Nemzetközi Irodalmi Díj kitüntetettje. Dwight Garner 2018-ban azzal érvelt, hogy talán "a 20. század legtisztábban tehetséges költője".

## Fiatalkora
A massachusettsi Worcesterben született William Thomas és Gertrude May (Bulmer) Bishop egyetlen gyermekeként. Miután sikeres építőmester édesapja nyolc hónapos korában meghalt, Bishop édesanyja elmebeteg lett, és 1916-ban intézetbe került. (Bishop később „A faluban” című novellájában ír majd édesanyja küzdelmeinek idejéről.) Kisgyermekkorában gyakorlatilag árván maradt, anyai nagyszüleinél élt egy farmon Great Village-ben, Új-Skóciában, erre az időszakra utalt írásában. Bishop édesanyja 1934-ben bekövetkezett haláláig egy bolondokházában maradt, és soha nem találkoztak újra.
Később, gyermekkorában Bishop apai családja felügyeleti jogot kapott. Elvették a nagyszülei gondozásából, és apja gazdagabb családjához költözött a massachusettsi Worcesterbe. Bishop azonban boldogtalan volt ott és az anyai nagyszüleitől való elszakadás magányossá tette. Míg Worcesterben élt, krónikus asztmája lett, amitől élete végéig szenvedett. Worcesterben eltöltött idejét röviden az „In The Waiting Room” (A váróteremben) című költemény írja le. 1918-ban a nagyszülei, miután rájöttek, hogy Bishop nem boldog, elküldték anyja legidősebb nővéréhez, Maude Bulmer Shepherdsonhoz és férjéhez, George-hoz. A Bishopök fizettek Maude-nak, hogy elszállásolja és nevelje unokájukat. A Shepherdson család egy egy elszegényedett bérházban élt Revere-ben, Massachusetts államban, ahol főleg ír és olasz bevándorlók laktak. A család később jobb körülmények közé költözött a massachusettsi Cliftondale-be. Bishop nagynénje ismertette meg viktoriánus írók műveivel, köztük Alfred, Lord Tennyson, Thomas Carlyle, Robert Browning és Elizabeth Barrett Browning műveivel.

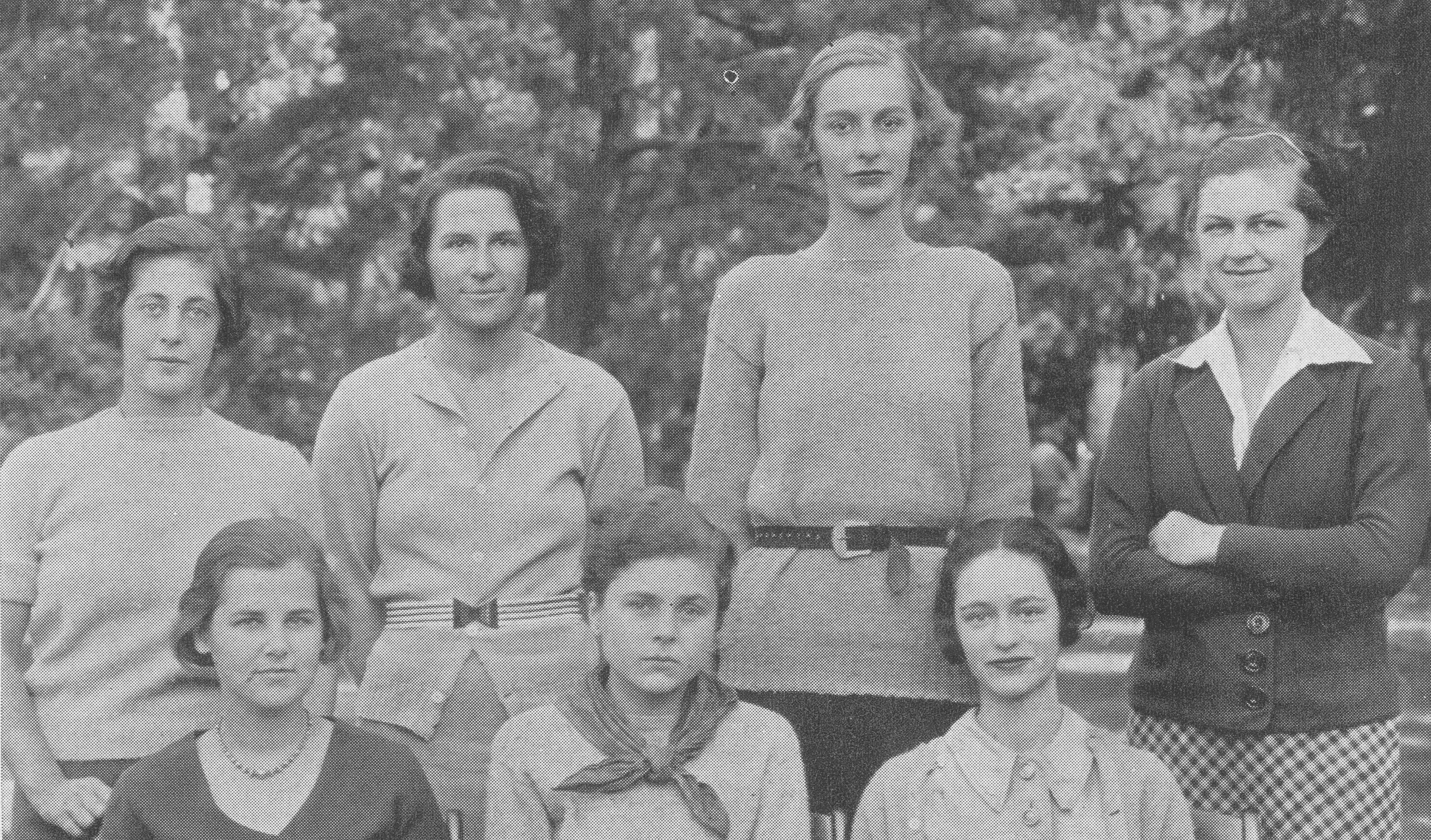
Bishop (alul középen) 1934-ben a Vassar évkönyvének, a Vassarionnak a többi tagjával, amelynek ő volt a főszerkesztője.

Bishop gyermekkorában nagyon beteg volt, és ennek következtében nagyon kevés formális iskolai végzettséget kapott, amíg a Saugus Gimnáziumba nem járt első évében. Másodéves korára felvették a massachusettsi naticki Walnut Hill Schoolba, de lemaradt az oltásáról, és így nem engedték be. Ehelyett az évet a Shore Country Day Schoolban töltötte Beverlyben, Massachusettsben. Bishop ezután a Walnut Hill Schoolban zenét tanult. Az iskolában első verseit barátnője, Frani Blough publikálta egy diáklapban. Aztán 1929 őszén, nem sokkal a tőzsdei összeomlás előtt beiratkozott a New York állambeli Poughkeepsie-i Vassar College-ba, és azt tervezte, hogy zeneszerző lesz. Az előadási drukk miatt felhagyott a zenével és angolra váltott, ahol 16. és 17. századi irodalomról és a regényről szóló tanfolyamokon vett részt. Bishop felső évében publikálta munkáját a (kaliforniai székhelyű) The Magazine-ban. 1933-ban Mary McCarthy írónővel (egy évvel idősebb), Margaret Millerrel, valamint Eunice és Eleanor Clark nővérekkel társalapítója volt a Con Spirito című lázadó irodalmi folyóiratnak Vassarban. Bisoph Vassarban végzett 1934-ben.

## Befolyások

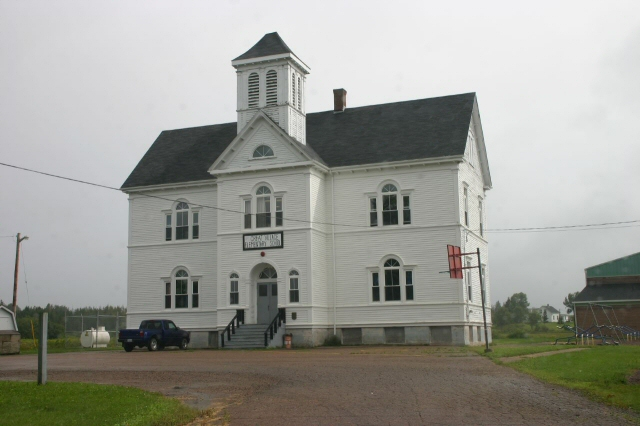
Általános iskola Great Village, Új-Skóciában, ahol Bishop először járt iskolába

Bishopra nagy hatással volt Marianne Moore költő, akinek 1934-ben egy vassari könyvtáros mutatta be. Moore élénken érdeklődött Bishop munkája iránt, és egy ponton Moore lebeszélte Bishopot a Cornell Medical Schoolról, ahol Bishop rövid időre beiratkozott, miután Vassar-diplomája után New Yorkba költözött. Moore Bishop írására gyakorolt hatásával kapcsolatban, Bishop barátja és Vassar-társa, az író, Mary McCarthy kijelentette: "Bizonyára vannak hasonlóságok Bishop és Marianne Moore között: a tapasztalat bizonyos részeinek közeli mikroszkópos vizsgálata. [Azonban] úgy gondolom, hogy van valami kissé túlságosan alázatos Marianne Moore-ral kapcsolatban, és nincs semmi méltatlanság Elizabeth Bishop-al kapcsolatban.” Moore segített Bishopnak először megjelentetnie néhány versét a Trial Balances című antológiában, amelyben ismert költők ismeretlen, fiatalabb költők munkásságát mutatták be.
Négy év telt el, mire Bishop "Dear Miss Moore"-t ""Dear Marianne"-nak szólította, és csak azután az idősebb költő meghívására. A két nő közötti barátság, amelyet egy kiterjedt levelezés emlékezett meg, Moore 1972-es haláláig tartott. Bishop "At the Fishhouses" (1955) című műve több szinten is utal Moore 1924-es, "A Grave" című versére.
1947-ben Randall Jarrell mutatta be Robert Lowellnek, és nagyszerű barátok lettek, főleg írásbeli levelezésük révén, egészen Lowell 1977-es haláláig. Halála után ezt írta: "barátságunk, amelyet gyakran életben tartottak éveken keresztül. A csak betűkkel való elválasztásról, állandó és ragaszkodó maradt, és mindig mélységesen hálás leszek érte." Egymás költészetére is hatással voltak. Lowell idézte Bishop hatását „Skunk Hour” című költeményére, amelyről azt mondta: „Miss Bishop „The Armadillo” című költeménye alapján készült.” A „The Scream” (Sikoly) című verse is „a Bishop történetéből származik”. "North Haven". az egyik utolsó verse, amelyet életében publikált, Lowell emlékére írt 1978-ban.

## Utazások
Bishop kora felnőttkorától kezdve önálló jövedelemmel rendelkezett, az elhunyt apjától kapott örökség eredményeként, amely csak élete végéig fogyott el. Ez a jövedelem lehetővé tette számára, hogy széles körben utazhasson, bár olcsón, anélkül, hogy aggódnia kellene a foglalkoztatás miatt, és számos városban és országban élhetett, amelyeket versei ismertetnek. Gyakran írt az utazás iránti szeretetéről olyan versekben, mint a "Questions of Travel" és a "Over 2000 Illustrations and a Complete Concordance". Az 1930-as évek közepén több évig Franciaországban élt egy vassari barátjával, Louise Crane-nel, aki papírgyártó örökösnő volt.

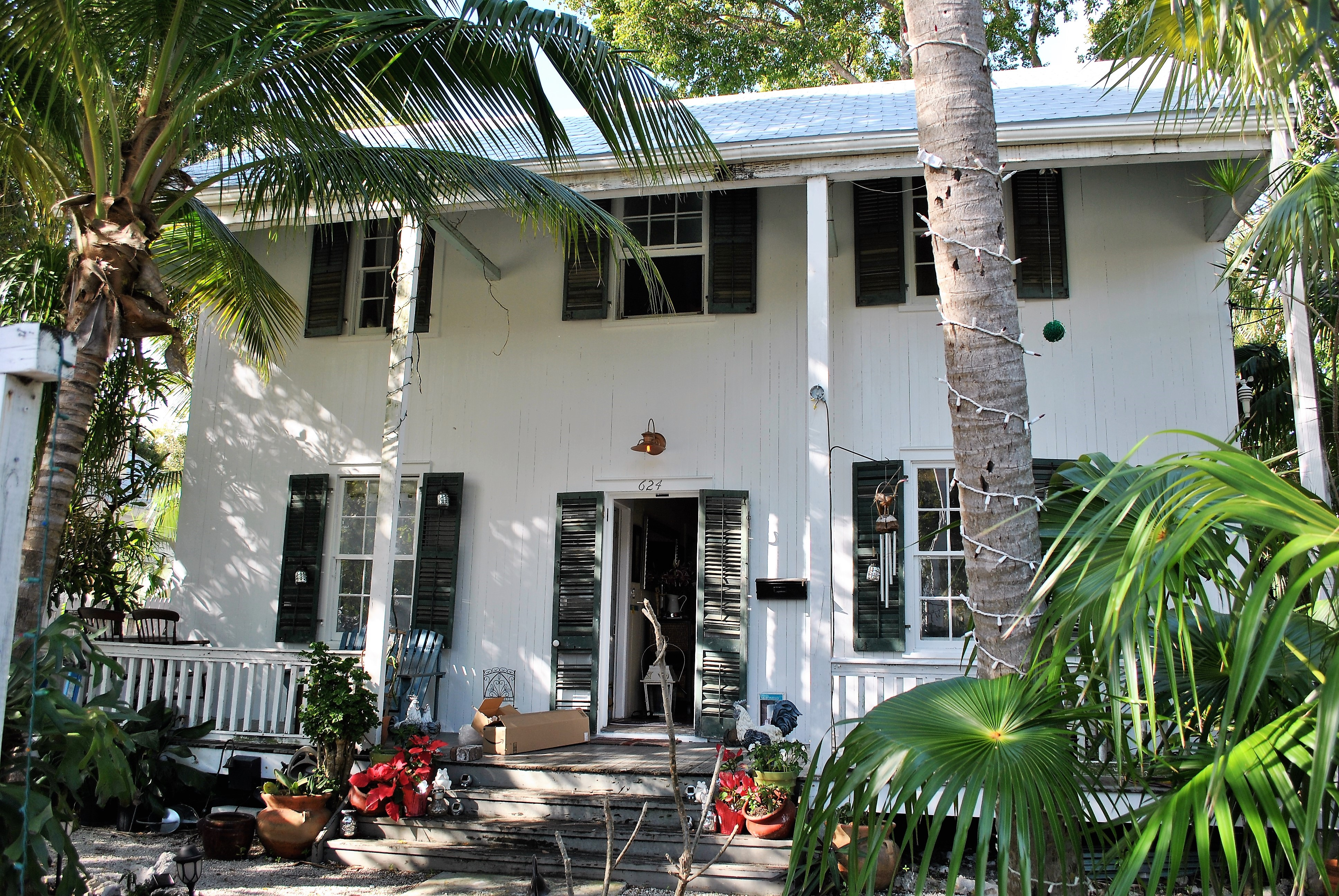
Elizabeth Bishop House, Key West, Florida

1938-ban ők ketten vettek egy házat a White Street 624. szám alatt a floridai Key Westben. Ott élve Bishop megismerkedett Pauline Pfeiffer Hemingway-vel, aki 1940-ben vált el Ernest Hemingwaytől.
Később a Frances Street 611. szám alatti lakásban élt.

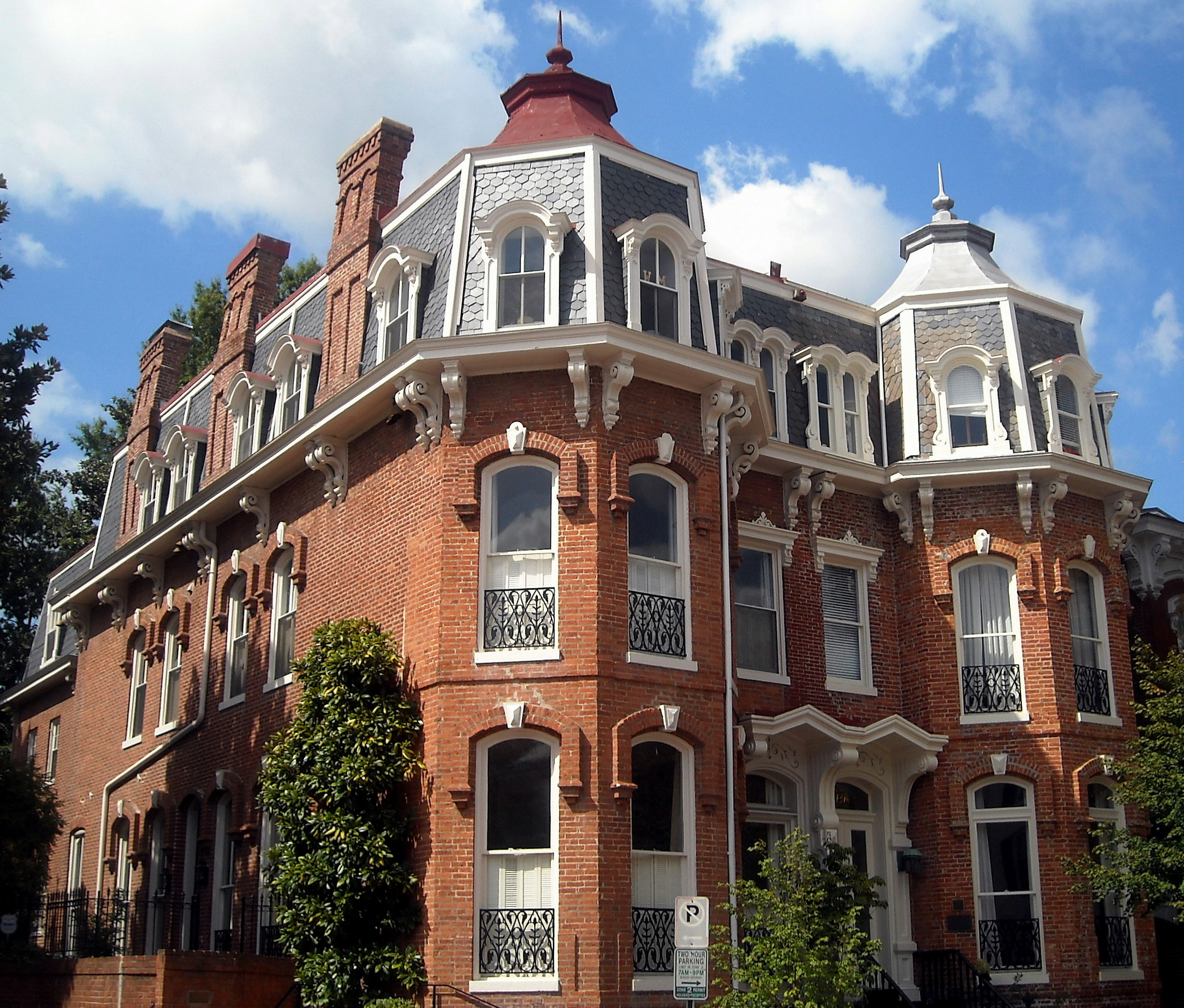
1312 & 1314 30th Street NW, (built 1868)

1949 és 1950 között a Kongresszusi Könyvtár költészeti tanácsadója volt, és a Bertha Looker's Boardinghouse-ban, 1312 30th Street Northwest, Washington, D.C., Georgetownban élt.
Miután 1951-ben jelentős (2500 USD) utazási ösztöndíjat kapott a Bryn Mawr College-tól, Bishop elindult, hogy megkerülje Dél-Amerikát. Az év novemberében Brazíliába Santosba érkezve Bishop két hetet várt, de 15 évig maradt. Petrópolisban élt Lota (Maria Carlota) de Macedo Soares építésznél, aki prominens és tekintélyes politikai családból származott. Bár Bishop nem árult el részleteket Soares-szel való románcáról, kapcsolatuk nagy részét Bishop Samuel Ashley Brownnal folytatott kiterjedt levelezése dokumentálta. A kapcsolat azonban a későbbi években megromlott, ingataggá és viharossá vált, amelyet depressziós rohamok, dührohamok és alkoholizmus jellemeztek. A kapcsolatot a 2013-as Reaching for the Moon című film mutatja be.

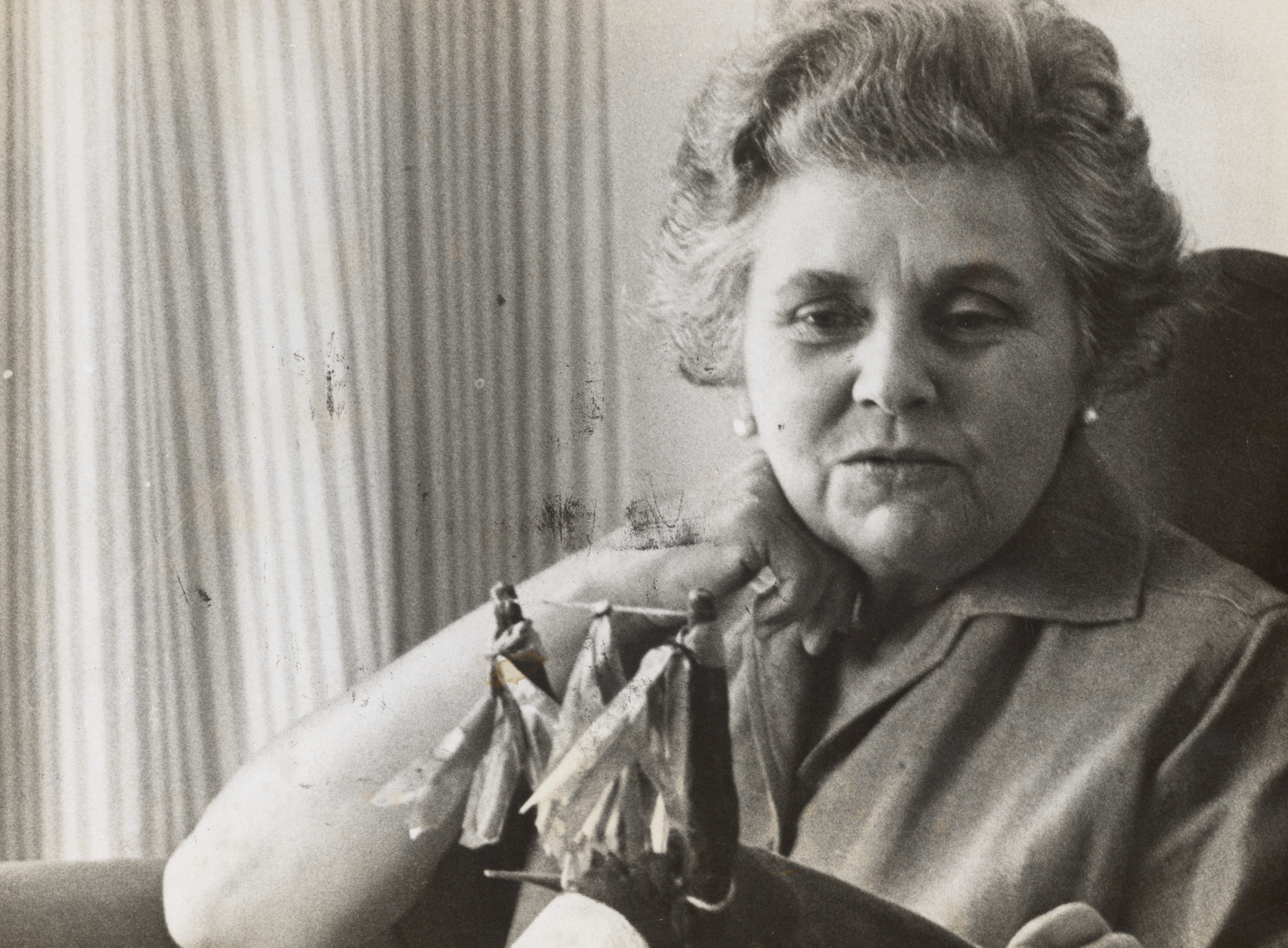
Bishop Brazíliában 1964-ben

Brazíliában töltött ideje alatt Bishop egyre jobban érdeklődött az ország irodalma iránt. Brazíliai költők, köztük João Cabral de Melo Neto és Carlos Drummond de Andrade hatással voltak rá, és munkáikat angolra fordította. Andrade-dal kapcsolatban azt mondta: "Egyáltalán nem ismertem őt. Állítólag nagyon félénk. Én nagyon félénknek. Egyszer találkoztunk – a járdán éjjel. Épp most jöttünk ki ugyanabban az étteremben, és udvariasan kezet csókolt nekem, amikor bemutatkoztunk." Miután Soares 1967-ben öngyilkos lett, Bishop több időt töltött az Egyesült Államokban.

## Publikációi és díjai
Egy jelentős amerikai költő számára Bishop nagyon szűkösen publikált. Első könyve, North & South, 1946-ban jelent meg először, és elnyerte a Houghton Mifflin-díjat a költészetért. Ez a könyv olyan fontos verseket tartalmazott, mint a "The Man-Moth" és a "The Fish". De csak kilenc évvel később publikált egy folytatást. A Poems: North & South—A Cold Spring című kötet, amelyet először 1955-ben adtak ki, tartalmazta első könyvét, valamint azt a 18 új verset, amelyek az új „Cold Spring” részt alkották. Bishop 1956-ban elnyerte a Pulitzer-díjat ezért a könyvért.
Aztán még egy hosszú várakozás következett a következő kötete, a Questions of Travel előtt 1965-ben. Ez a könyv megmutatta, milyen hatással volt Bishop írására a Brazíliában való élet. A könyv első részében olyan versek szerepeltek, amelyek kifejezetten a brazíliai életről szóltak, köztük az „Arrival at Santos”, „Manuelzinho” és „The Riverman”. De a kötet második részébe Bishop más helyszíneken játszódó darabokat is beiktatott, mint például az "In the Village" és a "First Death in Nova Scotia", amelyek szülőhazájában játszódnak. A Questions of Travel volt az első könyve, amely tartalmazta egyik novelláját (a fent említett "In the Village").
Bishop következő jelentős kiadványa a The Complete Poems (1969) volt, amely nyolc új verset tartalmazott, és elnyerte a Nemzeti Könyvdíjat. Életében az utolsó új verseskötet, a Geography III (1977) olyan gyakran antologizált verseket tartalmazott, mint az "In the Waiting Room" és a "One Art". Ez a könyv vezetett ahhoz, hogy Bishop az első amerikai és az első nő, akit Neustadt Nemzetközi Irodalmi Díjjal jutalmaztak.
Bishop's The Complete Poems, 1927–1979 posztumusz, 1983-ban jelent meg. További posztumusz kiadványok közé tartozik a The Collected Prose (1984; esszéiből és novelláiból készült válogatás), valamint az Edgar Allan Poe és a Juke-box: Uncollected Poems, Drafts és Fragments (2006), amelynek publikálása némi vitát váltott ki. Meghan O'Rourke a Slate magazin egyik cikkében megjegyzi,
Nem csoda, hogy Bishop eddig össze nem gyűjtött verseinek, vázlatainak és töredékeinek a közelmúltban megjelent publikálása heves ellenállásba ütközött, és vita tárgyát képezte, hogy érdemes-e ezt a művet a nyilvánosság számára hozzáférhetővé tenni. A The New Republic egyik felháborodott írásában Helen Vendler a tervezeteket "nyomoréknak és csökevénynek" titulálta, és megfeddte Farrart, Straust és Giroux-t, amiért a kötet kiadását választották.

## Irodalmi stílus és identitás
Ahol néhány jelentős kortársa, mint Robert Lowell és John Berryman magánéletük bensőséges részleteit költészetük fontos részévé tette, Bishop teljesen elkerülte ezt a gyakorlatot. Ezzel a nagymértékű önkifejezést magában foglaló vallomásos stílussal ellentétben Bishop írásstílusa, bár időnként kevés részletet tartalmazott magánéletéből, rendkívül részletes, tárgyilagos és távoli nézőpontjáról, valamint a témával szembeni visszafogottságáról volt ismert. Diszkréciót használt, amikor élete részleteiről és emberekről írt. Az "In the Village" című darab, amely gyermekkoráról és mentálisan instabil anyjáról szól, harmadik személyű narratívaként íródott, így az olvasó csak Bishop gyermekkoráról ismerheti meg a történet önéletrajzi eredetét.
Bishop nem tartotta magát „leszbikus költőnek” vagy „női költőnek”. Mivel visszautasította, hogy műveit kizárólag női költészeti antológiákban közöljék, a női mozgalomban részt vevő női költők úgy gondolták, hogy ellenséges a mozgalommal szemben. Például egy harvardi diák, aki közel állt Bishophoz a 60-as években, Kathleen Spivack ezt írta visszaemlékezésében:
Azt hiszem, Bishop belsővé tette az akkori nőgyűlöletet. Hogy ne lehetne? ... Bishopnak nagyon ambivalens viszonya volt a Boston/Cambridge/Harvard nexusban élő nő plusz költő – plusz leszbikus – létéhez... Rendkívül sérülékeny, érzékeny, magánéletének nagy részét eltitkolta. Semmi köze ahhoz, ami látszólag a női mozgalommal kapcsolatos. A nőkkel kapcsolatos korabeli férfi attitűdök nagy részét elmélyítette, akiknek vonzónak kellett lenniük, vonzónak kellett lenniük a férfiak számára, és nem kértek egyenlő fizetést vagy juttatásokkal járó munkát.
 Bishop azonban nem feltétlenül így látta magát. A The Paris Review-nak 1978-ban adott interjújában azt mondta, hogy annak ellenére, hogy ragaszkodott ahhoz, hogy kizárják a női költészeti antológiákból, még mindig "erős feministának" tartja magát, de csak azt akarta, hogy írásának minősége alapján kell megítélni, nem pedig neme vagy szexuális irányultsága alapján.

### "In the Waiting Room"
Bishop 1976-ban írt "In the Waiting Room" című művében az identitás és az egyéniség hajszával foglalkozik egy sokszínű társadalomban, amikor egy hétéves kislány Worcesterben, Massachusettsben élt az első világháború idején.

### "First Death in Nova Scotia"
Bishop „First Death in Nova Scotia” című verse, amelyet először 1965-ben adtak ki, leírja első találkozását a halállal, amikor unokatestvére, Arthur meghalt. Ebben a versben gyermeki szemszögből éli át ezt az eseményt. A vers kiemeli, hogy bár fiatal és naiv, a gyermek ösztönösen tudatában van a halál súlyos hatásának. A valóságot és a képzeletet ötvözi, ezt a technikát „Sestina” című versében is alkalmazza.

### "Sestina"
Bishop 1965-ben megjelent „Sestina” című verse egy valós élményt ábrázol. Apja csecsemőkorában bekövetkezett halála és édesanyja ötéves korában bekövetkezett idegösszeomlása után Bishop verse feljegyzi a rokonokhoz költözése utáni élményeit. A vers arról szól, hogy azzal a tudattal él, hogy nem látja többé édesanyját. Bishop ezt írja: "Ideje elültetni a könnyeket, mondja az almanach. / A nagymama énekel a csodálatos tűzhelynek / és a gyermek egy másik kifürkészhetetlen házat rajzol." Versének stílusa, a sestina, Arnaut Daniel által a 12. században megalkotott költészet stílusa, amely az egyes sorok befejező szavakra helyezi a hangsúlyt, formát és mintát adva a versnek. Bishop széles körben ismert a sestina formátumban szerzett készségeiről.

## Későbbi élete

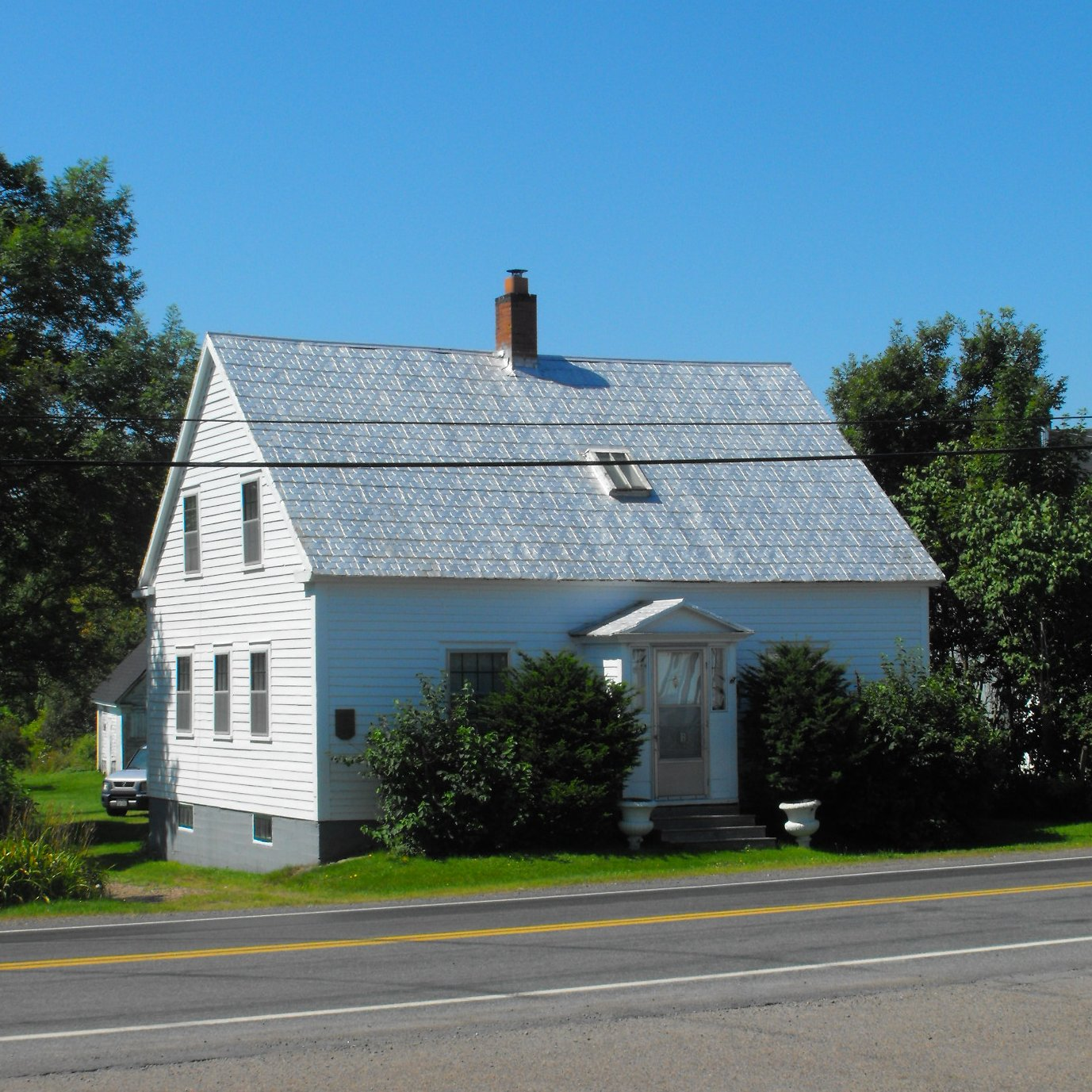
Elizabeth Bishop House

Bishop a hetvenes évektől kezdve több évig tartott előadásokat a felsőoktatásban, amikor öröksége kezdett kifogyni. Rövid ideig a Washingtoni Egyetemen tanított, majd hét évig a Harvard Egyetemen. Élete végéhez közeledve néhány nyarat a maine-i North Haven szigetén töltött. A New York-i Egyetemen tanított, mielőtt a Massachusetts Institute of Technology-n végzett. Megjegyezte: "Azt hiszem, egyáltalán nem hiszek az írástanfolyamokban, igaz, a gyerekek néha csodálatos dolgokat írnak, csodálatos képeket festenek, de szerintem el kell csüggedniük."
1971-ben Bishop kapcsolatba kezdett Alice Methfessel-lel, aki az irodalmi végrehajtója lett. Soha nem volt termékeny író, Bishop megjegyezte, hogy sok projektbe kezd, és befejezetlenül hagyja azokat. Két évvel utolsó könyve, a Geography III (1977) kiadása után meghalt agyi aneurizma következtében a bostoni Lewis Wharf-i lakásában, és a Hope Cemeteryben (Worcester, Massachusetts) temették el. Kért sírfeliratát, a The Bight című versének utolsó két sorát – „All the untidy activity continues, / awful but cheerful” – feliratával együtt 1997-ben, az Erzsébet-ünnep alkalmából került a családi emlékműre. Elizabeth Bishop Konferencia és Költészeti Fesztivál Worcesterben.
Halála után az újskóciai Great Village-ben található Elizabeth Bishop House-t, a művészek menedékhelyét az ő emlékének szentelték. A Vassar College Library 1981-ben szerezte meg irodalmi és személyes dolgozatait. Személyes levelezése és kéziratai számos más irodalmi gyűjteményben is megjelennek amerikai kutatókönyvtárakban.

## A populáris kultúrában
Reaching for the Moon (2013) egy brazil film Bishop életéről, amikor Brazíliában élt Lota de Macedo Soaresszel. A film portugál címe Flores Raras.
Michael Sledge író 2010-ben adta ki a The More I Owe You című regényét, amely Bishopról és Soaresről szól.
Bishop Robert Lowell-lel való barátsága volt a témája Sarah Ruhl Dear Elizabeth című darabjának, amelyet először 2012-ben mutattak be a Yale Repertory Theatre-ben. A darab a két költő leveleiből készült, amelyeket a Words in Air: The Complete Correspondence Between Elizabeth Bishop and Robert Lowel című könyvben gyűjtöttek össze.
A Breaking Bad 2.13. epizódjában, az "ABQ" című televíziós műsorban Jane apja belép a hálószobájába, ahol Elizabeth Bishop fényképe van a falon. Korábban az apa azt mondta a rendőrségnek, hogy Jane anyjának leánykori neve Bishop.

## Díjak és kitüntetések
- 1945: Houghton Mifflin Poetry Prize Fellowship
- 1947: Guggenheim Fellowship
- 1949: Appointed Consultant in Poetry at the Library of Congress
- 1950: American Academy of Arts and Letters Award
- 1951: Lucy Martin Donelly Fellowship (awarded by Bryn Mawr College)
- 1953: Shelley Memorial Award
- 1954: Elected to lifetime membership in the National Institute of Arts and Letters
- 1956: Pulitzer Prize for Poetry[10]
- 1960: Chapelbrook Foundation Award
- 1964: Academy of American Poets Fellowship
- 1968: Fellow of the American Academy of Arts and Sciences[75]
- 1968: Ingram Merrill Foundation Grant
- 1969: The Order of Rio Branco (awarded by the Brazilian government)
- 1970: National Book Award for Poetry[11]
- 1974: Harriet Monroe(wd) Poetry Award
- 1976: Books Abroad/Neustadt International Prize
- 1976: Elected to the American Academy of Arts and Letters
- 1977: National Book Critics Circle Award
- 1978: Guggenheim Fellowship
- 2010: Elected to inaugural class of the New York Writers Hall of Fame

## Művei
Versgyűjtemények
- North & South (Houghton Mifflin, 1946)
- Poems: North & South. A Cold Spring (Houghton Mifflin, 1955) —winner of the Pulitzer Prize[10]
- A Cold Spring (Houghton Mifflin, 1956)
- Questions of Travel (Farrar, Straus, and Giroux, 1965)
- The Complete Poems (Farrar, Straus, and Giroux, 1969) —winner of the National Book Award[11]
- Geography III (Farrar, Straus, and Giroux, 1976)
- The Complete Poems: 1927–1979 (Farrar, Straus, and Giroux, 1983)
- Edgar Allan Poe & The Juke-Box: Uncollected Poems, Drafts, and Fragments by Elizabeth Bishop ed. Alice Quinn (Farrar, Straus, and Giroux, 2006)
- Poems, Prose and Letters by Elizabeth Bishop, ed. Robert Giroux (Library of America, 2008) ISBN 9781598530179
- Poems (Farrar, Straus, and Giroux, 2011)

Egyéb munkák
- The Diary of Helena Morley by Alice Brant, translated and with an introduction by Elizabeth Bishop, (Farrar, Straus, and Cudahy, 1957)
- The Ballad of the Burglar of Babylon (Farrar, Straus, and Giroux, 1968)
- An Anthology of Twentieth Century Brazilian Poetry, edited by Elizabeth Bishop and Emanuel Brasil, (Wesleyan University Press (1972)
- The Collected Prose (Farrar, Straus, and Giroux, 1984)
- One Art: Letters, selected and edited by Robert Giroux(wd) (Farrar, Straus, and Giroux, 1994)
- Exchanging Hats: Elizabeth Bishop Paintings, edited and with an introduction by William Benton (Farrar, Straus, and Giroux, 1996)
- Words in Air: The Complete Correspondence Between Elizabeth Bishop and Robert Lowell(wd)[32], ed. Thomas Travisano, Saskia Hamilton(wd)[76] (Farrar, Straus & Giroux, 2008)
- Conversations with Elizabeth Bishop, George Monteiro Ed. (University Press of Mississippi 1996)

### Magyarul megjelent
- A képzeletbeli jéghegy (The complete poems 1927-1979) – Európa, Budapest, 1990 (Napjaink költészete) · ISBN 9630751232 · Fordította: Rakovszky Zsuzsa

## Fordítás
- Ez a szócikk részben vagy egészben  az   Elizabeth Bishop című angol Wikipédia-szócikk fordításán alapul.  Az eredeti cikk szerkesztőit annak laptörténete sorolja fel. Ez a jelzés csupán a megfogalmazás eredetét és a szerzői jogokat jelzi, nem szolgál a cikkben szereplő információk forrásmegjelöléseként.